# Polonia (platenlabel)
Polonia Records is een Pools platenlabel, dat gespecialiseerd is in Poolse jazz. Het label werd opgericht door Stanislaw Sobóla en is gevestigd in Warschau.
Op het label kwamen albums uit van onder meer Zbigniew Namysłowski, Tomasz Stańko, Eleni, Krzysztof Fetras, Zbigniew Seifert, Urszula Dudziak, Maciej Strzelczyk, Krzysztof Komeda, Zbigniew Lewandowski, Krzysztof Herdzin, Michał Urbaniak, Piotr Baron, Ryszard Borowski en Wojciech Kamiński. Op Polonia Records is ook muziek van 'buitenlandse' musici uitgebracht, met name van het kwartet van Gerry Mulligan en Dave Brubeck, en Stan Getz. 